# Mauser 98k
Kar98k — магазинна гвинтівка (в німецьких джерелах: «Karabiner 98k», «Mauser 98k» або «K98k»; ігровий сленг каряк), офіційно прийнята на озброєння в 1935 році. Була основною та наймасовішою стрілецькою зброєю Вермахту. Конструктивно є укороченою і незначно зміненою модифікацією гвинтівки Mauser 98 зразка 1898 року. Він був коротшим від моделі Karabiner 98b та мав кілька невеликих поліпшень конструкції. Це остання модель в довгому списку зразків, розроблених братами Вільгельмом і Паулем Маузерами в кінці XIX сторіччя, що широко застосовувалися в арміях Європи і Америки.

## Конструкція і принцип дії
Конструкція Mauser 98k, в цілому, аналогічна конструкції Mauser 98. До основних особливостей Mauser 98k відносяться:
- коротший ствол (600 мм замість 740 мм у Mauser 98);
- загнуте вниз руків'я затвора;
- незначно зменшена довжина ложі і наявність в ній виїмки під руків'я затвора;
- металевий диск в наскрізному отворі приклада (люверс), використовуваний як упор при розбиранні затвора;
- «кавалерійське» кріплення ременя (замість «піхотних» антабок у Mauser 98) — передня антабка об'єднана в одну деталь з заднім ложевим кільцем, а замість задньої антабки — наскрізний проріз на прикладі;
- у гвинтівки Mauser 98 обойму після спорядження магазина патронами необхідно витягувати вручну, у Mauser 98k обойма викидалася при русі затвора;
- змінено пристрій подавачі — по витраті патронів з магазина він не давав можливості затвору закритися.

Гвинтівки, Mauser 98k комплектувалися стандартними багнетами SG 84/98, істотно більш короткими і легкими, ніж багнети передбачені для Mauser 98. Такий штик мав клинок довжиною 25 см при загальній довжині 38,5 див. Масовані штикові бої були нехарактерні для Другої світової, тому в цілях економії з кінця 1944 р гвинтівки перестали комплектуватися штик-ножами, на них навіть були відсутні кріплення для багнета і шомпол. Крім стандартного багнета на озброєння була прийнята модель SG 42, хоча в серію вона не увійшла. SG 42 мала довжину 30 см при довжині клинка 17,6 см.
Гвинтівки Mauser 98k комплектувалися дуже короткими шомполами (відомі штатні шомполи довжиною 25 см і 35 см) — для того, щоб прочистити канал ствола, необхідно було згвинтити разом два шомпола.
Як снайперські використовувалися стандартні гвинтівки, з партії відбиралися екземпляри, що дають максимальну купчастість. Для стрільби використовувалися патрони SmE (Spitzgeschoss mit Eisenkern — гостра куля зі сталевим осердям).

## Додаткові пристосування
Під час Другої світової війни для гвинтівки Mauser 98k були прийняті на озброєння дульний гранатомет і криволінійні насадки (гладкоствольна), що дають можливість вести стрільбу з-за укриття (з-за рогу, тощо). Криволінійні насадки не отримали схвалення у військах Вермахту з-за незадовільної точності стрільби.
Стандартний рушничний гранатомет Gewehrgranat Gerät 42 кріпився до ствола за допомогою хомута, який розкладався. Максимальна дальність стрільби до 250 м. Для гранатомета було приблизно 7 різновидів гранат.
Ствольний протитанковий гранатомет GG/P40 (Gewehrgranatgerät zur Panzerbekämpfug 40) розроблений спеціально для парашутистів. Він був легше і менше стандартного GG 42, випускався невеликою партією, кріпився до гвинтівки як багнет, призначався для боротьби з бронетехнікою противника.
Krummlauf — пристосування для стрільби з-за укриття, здатне повертати хід кулі на 30 градусів. Його кріпили до ствола гвинтівки з допомогою того ж механізму, що і ствольный гранатомет. Розроблено 1943 р., після виготовлення декількох прототипів, основний упор у роботі над викривленням ствола був перенесений на штурмові гвинтівки.
Winterabzug — пристрій для стрільби з гвинтівки взимку. Розроблено 1942 р., офіційно прийнятий на озброєння в 1944 р. Зимовий спуск складався з овального бляшаного контейнера з важелем всередині і розташованого збоку зовнішнього спускового гачка. Контейнер надівався на запобіжну скобу спускового гачка. Повертаючи зовнішній спусковий гачок, стрілець здійснював спуск. Невідомо, скільки таких пристроїв було виготовлено, але його широко застосовували снайпери, оскільки це дозволяло стріляти взимку, не знімаючи рукавиць.
Відомі два глушника для Kar.98k: один довжиною 25,5 см зі спіралеподібною поверхнею, інший — довжиною 23 см. Вони надягали на ствол за допомогою хомута, схожого на кріплення ствольного гранатомета. Застосовувалися дозвукові патрони.

### Телескопічні приціли
Першим типом телескопічного прицілу, офіційно прийнятим на озброєння німецької армії, був ZF 39 (Zielfemrohr 1939). Інакше цей приціл іменували Zielvier («чотирикратник»), це назва застосовували і до інших прицілів, що забезпечує чотириразове збільшення. У 1940 р. приціл отримав стандартну градуювання на відстань до 1200 м. Він встановлювався над затвором, в ході війни конструкцію кріплення неодноразово вдосконалювали.
У липні 1941 р. був прийнятий на озброєння ще один приціл — ZF 41 (Zielfernrohr 41), також відомий як ZF 40 і ZF 41/1. Гвинтівки Kar.98k, оснащені ZF 41, почали надходити у війська з кінця 1941 р. При довжині 13 см він забезпечував тільки півтораразове збільшення, кріпився на лівій стороні цілика, завдяки чому не заважав заряджати магазин з обойми. З-за півтораразового збільшення цей приціл можна було використовувати лише для стрільби на середні дистанції. Гвинтівка з таким прицілом позиціонувалася як гвинтівка для стрільби підвищеної точності, а не як снайперська. На початку 1944 р. з багатьох гвинтівок приціли ZF 41 знімалися, але випуск ZF-41/1 тривав аж до кінця війни. За сучасними критеріями, такі приціли ближче до коліматорних, їх застосування обумовлене планом бліцкригу, за яким не планувалася окопна війна.
Після краху концепції блискавичної війни на озброєння під індексом ZF-42 були прийняті різні комерційні приціли з кратністю від 4X до 6X, що слабо підходили для армійської служби.
В 1943 році з'явився дешевий і надійний телескопічний приціл ZF 4 (або ZF 43, ZFK 43 і ZFK 43/1) кратністю 4X, спроектований під впливом радянського прицілу ПУ. Він призначався для самозарядної гвинтівки G43, але налагодити випуск G43 в достатній кількості не вдалося і приціл довелося пристосовувати до гвинтівки Kar.98k. Приціл ставився над затвором на стрілоподібному кріпленні, прийнятому за кілька місяців до кінця війни і випускався обмеженою серією.
Існували й інші типи прицілів. Наприклад, приціл Opticotechna. Чотириразові телескопічні приціли Dialytan і Hensoldt & Soehne. Рідкісний шестиразовий телескопічний приціл Carl Zeiss Jena Zielsechs.
За дуже грубою оцінкою телескопічними прицілами було оснащено близько 200000 гвинтівок Kar.98k. Приблизно половина цієї кількості припадає на приціл ZF 41, а інша половина на приціли інших типів.

## Різновиди

### Kriegsmodell
Починаючи з кінця 1944, почалось виробництво модифікації під назвою Kriegsmodell (дос. "Воєнна модель"). Ця версія Mauser 98k була оптимізована до масового виробництва за рахунок спрощення її конструкції. Були усунуті кріплення для багнета, стрижень для очищення ствола гвинтівки, диск-кріплення (що використовувався при розбиранні затвора) та інші частини що були визнані непотрібними. Некритичні частини конструкції такі як приклад вироблялися згідно нижчих стандартів якості та штампування металевих деталей таких як ствольні обручі (кріплення), дно коробки для подачі набоїв та захист спускового гачка було значно спрощено. Затвор 98k також було спрощено за рахунок відмови від фрезерування двох аварійних газовідвідних отворів овальної форми в нижній частині затвора. Не дивлячись на простоту будови деякі фабрики так і не перейшли на виробництво Kriegsmodell.

### Снайперський варіант
Під час заводських тестувань Kar98k продемонстрував винятково високу точність стрільби у поєднанні із телескопічним прицілом. Гвинтівка мала ефективну дальність стрільби до 1000 м. при використанні досвідченим стрільцем. Встановлювались такі приціли як ZF42 4×, Zeiss Zielsechs 6×, Zielacht 8× та ін.. Використовувались різноманітні схеми кріплення від різних виробників. Оскільки конструкція Kar98k не передбачала встановлення на неї телескопічних прицілів для такої задачі потрібен був досвідчений зброяр. Телескопічний приціл що був встановлений занадто близько до затвора, відповідно, не давав вільно ним оперувати. Ця ергономічна проблема вирішувалась шляхом встановленням прицілу далі відносно осі затвора й, бувало, модифікацією або повною заміною затворного важеля-запобіжника або встановленням прицілу лівіше відносно осі затвора. Розповсюдженим покращенням була заміна задньої панелі прикладу на м'яку протиковзну прокладку. Близько 132 000 од. цих снайперських гвинтівок було виготовлено в Німеччині.

### Варіант для десанту
Для ПДВ Третього Рейху були виготовлені експериментальні вкорочені версії Kar98k. Стандартний Mauser 98k був занадто довгим через що стрибки із парашутом були некомфортними. Однак німецькі десантники брали участь лишень у кількох операціях після Критської битви у 1941 році, тому необхідність у цих гвинтівках відпала. 

### G40k
Із загальною довжиною 1000 мм і довжиною ствола в 490 мм, мав вагу 3,2 кг є експериментальним карабіном на базі Kar98k. Цілик був відкалібрований під набій s.S. Patrone із відмітками від 100 до 1000 м та довжиною кроку 100 м. Mauser Oberndorf виготовив обмежену партію у 82 одиниці в 1941 році.

### Mauser KKWкадетська гвинтівка
Mauser KKW розроблена під набій .22 caliber у 1938 році. Ці гвинтівки використовувались німецькими військовими, поліцейськими та членами Гітлер'югенду.

### Volkssturmkarabiner 98 (VK.98)
У дослівному перекладі з німецької — «карабін народного ополчення (фольксштурму)». Є сильно спрощеною версією Mauser 98k. Випускався компанією Mauser в кінці Другої світової війни, як у однозарядному, так і в магазинному варіанті.
Наприкінці Другої світової війни іншими німецькими виробниками випускалися карабіни Volkssturmkarabiner 1 (VK.1) і Volkssturmkarabiner 2 (VK.2), які, незважаючи на схожість назв, мають суттєві відмінності від Volkssturmkarabiner 98.